# موتور اکبر و شه‌نظر
موتور اکبر و شه‌نظر روستایی در دهستان خیرآباد بخش مرکزی شهرستان بمپور استان سیستان و بلوچستان ایران است.

## جمعیت
بر پایه سرشماری عمومی نفوس و مسکن در سال ۱۳۹۵ جمعیت این روستا ۲۸ نفر (۱۱خانوار) بوده‌است.